# Língua itonama
O Itonama é uma língua isolada da Bolívia.